# Aeropuerto Internacional de Lemnos
El Aeropuerto Internacional de Lemnos (IATA: LXS, OACI: LGLM) es un aeropuerto en la isla de Lemnos, Grecia.  

## Aerolíneas y destinos
| Aerolíneas                      | Destinos                                                                                                 |
| ------------------------------- | --- |
| Aegean Airlines                 | Atenas                                                                                                   |
| Braathens International Airways | Chárter estacional: Copenhague (inicia 5 de mayo de 2024), Estocolmo–Arlanda (inicia 5 de mayo de 2024), |
| Bulgaria Air                    | Estacional: Sofía (inicia 23 de mayo de 2024)                                                            |
| Olympic Air                     | Ikaria, Salónica                                                                                         |
| Scandinavian Airlines           | Chárter estacional: Oslo (inicia 19 de mayo de 2024),                                                    |
| Sky Express                     | Atenas, Chios, Mytilene, Rodas, Samos                                                                    |
| Smartwings                      | Chárter estacional: Praga                                                                                |